# Baczyna (województwo lubuskie)
Baczyna (do 1945 niem. Beyersdorf) – wieś w Polsce położona w województwie lubuskim, w powiecie gorzowskim, w gminie Lubiszyn. Według danych z 2011 r. liczyła 1188 mieszkańców. Miejscowość istniała już pod koniec XIII w. i znajdowała się na terytorium Nowej Marchii. Od 1300 r. należała do dóbr zakonu cystersów w Mironicach, następnie była w posiadaniu m.in. rodów von der Marwitz, die Horker, po czym przeszła w 1473 r. ponownie na własność cystersów i kolejno domeny państwowej w Mironicach. Od 1945 leży w granicach Polski.
We wsi znajduje się neogotycki kościół z lat 1870–1871.
W latach 1954–1972 wieś należała i była siedzibą władz gromady Baczyna. W latach 1975–1998 miejscowość należała administracyjnie do województwa gorzowskiego.
1 sierpnia 1977 część Baczyny (210,49 ha) włączono do Gorzowa.

## Położenie
Zgodnie z podziałem fizycznogeograficznym Polski według Kondrackiego teren, na którym położona jest Baczyna należy do prowincji Niziny Środkowoeuropejskiej, podprowincji Pojezierza Południowobałtyckiego, makroregionu Pradolina Toruńsko-Eberswaldzka oraz w końcowej klasyfikacji do mezoregionu Równina Gorzowska.
Miejscowość położona jest 8 km na północny zachód od Gorzowa Wielkopolskiego. Wieś posiada układ przestrzenny ulicówki.

## Demografia
Ludność w ostatnich 3 stuleciach:

## Historia
- 1250 – margrabiowie brandenburscy z dynastii Askańczyków rozpoczęli ekspansję na wschód od Odry; z zajmowanych kolejno obszarów powstała następnie Nowa Marchia
- 22 maja 1300 – margrabia Albrecht III, przebywając w Kłodawie, ufundował filię klasztoru w Kołbaczu o nazwie Locus coeli (Miejsce Nieba, potem Himmelstedt, obecnie Mironice) i uposażył ją 15 wsiami, w tym Baczyną (Beyerstorp)
- 1337 – wzmianka w księdze ziemskiej margrabiego brandenburskiego Ludwika Starszego pod nazwą Beierstorp (w ziemi gorzowskiej): Beierstorp LXIIII, dos IIII, ecclesia I, pactus [brak liczby] solidos, schultetus VI[9] – Baczyna liczyła 64 łany, wolne od ciężarów podatkowych są 4 łany parafialne, 1 łan kościelny, pacht płacony rycerstwu przez chłopów wynosił [brak liczby] szylingów, uposażenie sołtysa stanowi 6 łanów
- 1353, 1354 – margrabia Ludwik nadał rycerzowi Betkinowi von der Ost prawo uzyskiwania dochodów ze wsi
- 16 lipca 1353 – bracia Konrad i Henning von der Marwitz otrzymali od margrabiego Ludwika, z tytułu długu 40 grzywien lekkich fenigów za straconego przez nich konia (w bitwie pod Odrzyckiem w 1349 r. ze stronnictwem pseudo-Waldemara), po 20 grzywien dochodów z czynszu mostowego w Jeninie i 20 z bedy w Wawrowie oraz Baczynie[10]
- 1359, 1408 – wzmianki o rodzie die Horker w Baczynie (1359 Wilekin die Horker, 1408 Hans i Martin die Horker)
- 1473 – wieś ponownie przeszła na własność klasztoru w Mironicach
- 1539 – w związku z likwidacją zakonu cystersów w Mironicach, wieś weszła w skład utworzonej tam domeny elektorskiej
- 1540 – w Baczynie wzmiankowany był luterański pastor Johann Kühne, który poprzednio był ostatnim opatem klasztoru cystersów w Mironicach; jego siedzibą był Neuendorf (obecnie Chróścik, dzielnica Gorzowa Wielkopolskiego)
- 1585 – w wyniku epidemii dżumy wieś straciła prawie 70% mieszkańców
- 1618-1648 (wojna trzydziestoletnia) – zniszczenia wsi w wyniku działań wojennych
- 1758 – w czasie wojny siedmioletniej stacjonujący tu duży oddział Kozaków splądrował wiele zagród chłopskich oraz zrabował całe wyposażenie kościoła
- 1801 – wieś liczyła 286 mieszkańców i 26 gospodarstw; był tu sołtys lenny, 13 chłopów pełnorolnych, 6 zagrodników, 1 chłop uprawiający grunty parafialne, kuźnia, karczma; kościół jest parafialnym[5]
- 1812 – w czasie wyprawy Napoleona na Moskwę w Baczynie stacjonowały na koszt wsi liczne oddziały armii francuskiej
- 1831–1832 – epidemia cholery w Gorzowie i okolicznych wsiach
- 2 poł. XIX w. – nastąpiła znaczna poprawa sytuacji wsi; przybywa mieszkańców, wznoszono nowe domy i budynki gospodarcze
- 1870–1871 – zbudowano obecnie istniejący kościół
- 1874 – likwidacja domeny państwowej w Mironicach
- 1912 – uruchomiono połączenie kolejowe z Myśliborzem i Gorzowem
- Okres międzywojenny – we wsi funkcjonuje ponad 60 gospodarstw, trzy sklepy, tartak, poczta, dwie gospody, szkoła i kilkoro rzemieślników
- 30 stycznia 1945 – Baczyna została zajęta przez wojska radzieckie
- 1945–1946 – wysiedlenie ludności niemieckiej, przybyli przesiedleńcy z Kresów Wschodnich oraz Polski Centralnej
- 1954–1972 – Baczyna była siedzibą władz gromady Baczyna
- 1975 – wieś przeszła do gminy Lubiszyn

| Niemiecka nazwa     | Obiekt    | Położenie                   |                                 | Liczba mieszkańców w 1871 |
| ------------------- | --------- | --------------------------- | ------------------------------- | ------------------------- |
| Beyersdorf          | wieś      |                             | Baczyna                         | 734                       |
| Beyersdorfer Wiesen | część wsi | 0,5 km na pn. od Kwiatkowic | Baczynka obecnie część Bogdańca | 67                        |

| Lata                   | Właściciel          |
| ---------------------- | ------------------- |
| 1300 – ?               | cystersi z Mironic  |
| 1353, 1354 – ?         | Betkin von der Ost  |
| przed? 1359 – po? 1408 | die Horker          |
| 1473 – 1539            | cystersi z Mironic  |
| 1539 – 1874?           | domena w Mironicach |

## Nazwa
Beyerstorp 1300, Beierstorp 1337, Beuerstorp 1376; Beyersdorf 1784, 1944; Baczyna 1947.
Niemiecka nazwa Beyersdorf może pochodzić od nazwy osobowej Beyer lub nazwy etnicznej Beyer ‘Bawarczyk’ + średnio-dolno-niemieckie dorp 'wieś'. W ziemi pyrzyckiej znajdowała się również wieś Beiersdorp (1264; 1282 Beresdorp, 1289 Beigerstop), której nazwa pochodzi o rycerza Dietricha zwanego Bawarem (Baurus, Beier 1235, Bauwarus 1264) i stamtąd być może została ona przeniesiona w okresie dominacji Barnima I po 1238 r. w ziemi gorzowskiej.

## Administracja
Miejscowość jest siedzibą sołectwa Baczyna.

## Architektura
Kościół pw. Apostołów Piotra i Pawła – w stylu neogotyckim, zbudowany w latach 1870–1871 na planie prostokąta z łupanego kamienia polnego i cegły, z czworoboczną wieżą-dzwonnicą wkomponowaną w bryłę ściany zachodniej i zwieńczoną sygnaturką z ostrosłupowym hełmem. Świątynia nakryta jest dwuspadowym dachem, ściany szczytowe zwieńczono ceglanymi sterczynami oraz ostrołukowymi wnękami. Zamknięta pięciobocznie apsyda prezbiterialna znajduje się po wschodniej stronie, wzmocniona jest przyporami i nakryta wielospadowym dachem. Wyposażenie wnętrza jest w przeważającej części współczesne.
Kościół został poświęcony jako rzymskokatolicki 14.06.1946 r. i podlegał parafii Podwyższenia Krzyża Świętego w Gorzowie Wielkopolskim, następnie parafii Świętej Trójcy w Wieprzycach. W 1975 r. został podniesiony do rangi kościoła parafialnego. W 2000 r. wykonano gruntowny remont wieży kościelnej.

## Edukacja i nauka
- Szkoła Podstawowa im. Polskich Olimpijczyków w Baczynie
- filia przedszkola gminnego w Lubiszynie
- filia biblioteki publicznej w Lubiszynie

## Transport
W Baczynie istnieje droga wojewódzka nr 130, oprócz tego Baczyna posiada także drogi niższych kategorii. Dodatkowo w Baczynie znajduje się pięć przystanków komunikacji autobusowej, obsługiwane są one m.in. przez przewoźników: Gminę Lubiszyn i Miejski Zakład Komunikacji w Gorzowie Wielkopolskim.
W Baczynie istniała również stacja kolejowa linii 415 wraz z bocznicą kolejową do (nieistniejącej już) pobliskiej fabryki ciągników rolniczych.

## Instytucje i organizacje
W Baczynie działa Stowarzyszenie Pomocy Osobom Niepełnosprawnym „Szansa”, zarejestrowane w Krajowym Rejestrze Sądowym 9.06.2004 r.; terenem działania obejmuje gminę Lubiszyn.

## Sport
W Baczynie działa piłkarski Klub Sportowy Kania Cup Baczyna. Od 2014 roku działa również stowarzyszenie piłki siatkowej  Baczyna-Bulls.

## Religia
Kościół rzymskokatolicki pw. Apostołów Piotra i Pawła jest parafialnym parafii św. Apostołów Piotra i Pawła w Baczynie.

## Gospodarka
W 2013 r. liczba zarejestrowanych podmiotów gospodarczych wyniosła 170, z czego 3 w sektorze publicznym i 167 w sektorze prywatnym (w tym 137 to osoby fizyczne prowadzące działalność gospodarczą); podział według grup rodzajów działalności PKD 2007:
| Dział                                      | Ilość |
| ------------------------------------------ | ----- |
| rolnictwo, leśnictwo, łowiectwo i rybactwo | 7     |
| przemysł i budownictwo                     | 41    |
| pozostała działalność                      | 122   |